# Oboronlogistics
Oboronlogistics (russisch Оборонлогистика) ist eine Reederei und Logistikunternehmen im Besitz des russischen Verteidigungsministeriums. Gegründet wurde das Unternehmen im Jahr 2011. Ein alternativer Name ist OBSHCHESTVO S OGRANICHENNOI OTVETSTVENNOSTYU OBORONLOGISTIKA.
Oboronlogistics hat seit 2018 ein spezielles Prozedere für die Ein- und Ausfuhr für den Hafen von Noworossijsk. Es erlaubt damit der Gesellschaft besseren Handel im Mittelmeerraum zu betreiben.
Im Zuge des russischen Überfalls auf die Ukraine hat die Türkei für die Meerenge von Bosporus die Durchfahrt militärischer Schiffe basierend auf den Vertrag von Montreux stark eingeschränkt. Daher dürfen russische Logistikschiffe zurzeit (Juni 2022) nicht durch die Meerenge fahren. Stattdessen wird vermutlich militärisches Gerät oder Soldaten auf zivilen Schiffen von Oboronlogistik aus Syrien nach Russland verlegt.
Eine Tochtergesellschaft ist SK-Yug, welche das Schiff Ursa Major betrieb, das im Dezember im Mittelmeer sank.

## Sanktionen
Oboronlogistics ist seit dem 20. Juni 2017 basierend auf der Executive Order 13685 im Zusammenhang mit der Annexion der Krim 2014 auf der Specially Designated Nationals And Blocked Persons List des Office of Foreign Assets Control und damit vom amerikanischen Handel ausgeschlossen.